# مرسرویل-هامیلتون اسکوئر (نیوجرسی)
مرسرویل-هامیلتون اسکوئر (به انگلیسی: Mercerville-Hamilton Square) یک منطقهٔ مسکونی در ایالات متحده آمریکا است که در همیلتون، نیوجرسی واقع شده‌است. مرسرویل-هامیلتون اسکوئر ۲۰٫۰ کیلومتر مربع مساحت و ۲۶٬۴۱۹ نفر جمعیت دارد.